# Bombardier Aerospace
Bombardier Aerospace je letalska divizija glavne družbe Bombardier Inc.. Družba tekmuje z Embraerjem za naziv tretjega največjega proizvajalca potniških letal za Airbusom in Boeingom. Sedež ima v kraju Dorval, Quebec, Kanada.
Leta 1986 je kupila družbo Canadair in jo vrnila k dobičkonosnem poslovanju. Leta 1989 je kupila skoraj bakrotirani Short Brothers letalsko podjetje iz Belfasta, Severna Irska. Potem so kupili še bankrotiranega izdelovalca poslovnih letal Learjet iz Wicihite, Kansas. Na koncu pa so kupili še de Havilland Canada leta 1992.
Letalska divizija trenutno prispeva več kot polovico dohodkov glavne družbe. Najbolj popularna letala  turbopropelerski Dash 8 Series 400, reaktivni CRJ100/200/440, in CRJ700/900/1000. Družba izdeluje tudi letal za zračno gašenje Bombardier 415 in poslovna letala Global Express and the Challenger. Learjet je ameriška podružnica v Wichiti.
Bombardier trenutno razvija Bombardier CSeries, 100-150 sedežno letalo, ki bo tekmovalo z Airbusom A320NEO in Boeing 737MAX. Cseries bo povsem na novo zasnovano letalo, ne kot sledja dva, ki bosta samo nadgrajena.
Novembra 2012 je družba dobila rekordni posel v svetu poslovnih letal. Švicarska družba VistaJet je kupila 56 Bombardier Global reaktivcev v poogodbi vredni 3,1 milijarde ameriških dolarjev.

## Galerija letal družbe Bombardier
- Q400 regionalni turboprop
- CL-215 za zračno gašenje požarov
- CL-415 za zračno gašenje požarov
- CRJ 200 regionalni reaktivec
- Poslovno letalo Challenger 300
- CSeries
- Poslovno letalo Global Express
- Poslovni Learjet 40